# IAST
Het IAST, Internationaal Alfabet van Sanskriet Transcriptie (Engels: International Alphabet of Sanskrit Transliteration), is een veel gebruikt transcriptieschema dat een verliesloze transcriptie mogelijk maakt van de Brahmische familie schrijftalen.
IAST is het meest gebruikte transcriptieschema voor het romaniseren van Sanskriet, Pali en Sharada. Het wordt vaak gebruikt in gedrukte publicaties, in het bijzonder voor oude boeken en geschriften in de betreffende talen, in relatie tot het Brahma. Met de grotere beschikbaarheid van lettertypes in Unicode, is er een grote stijging van het gebruik in elektronische teksten.
IAST is gebaseerd op een standaard die gevestigd is door het Congress of Orientalists in Athene in 1912. IAST geeft niet alleen de fonemen weer, maar ook essentiële fonetische transcriptie (bijvoorbeeld Visarga ḥ is een allofoon van het woordeinde r en s).
De Kolkata's Nationale Bibliotheek Romanisatie die ervoor bedoeld was alle Brahmaïsche taalfamilies te romaniseren, is een uitbreiding van de IAST.

## IAST tekens enconventies
Het tekenoverzicht van de IAST (zowel kleine als hoofdletters) wordt getoond met equivalenten van Devanāgarī en fonetische waarden uit het Internationaal Fonetisch Alfabet (IPA) is als volgt (dit geldt voor Sanskriet, Hindi, met enkele kleine fonologische veranderingen):
| Devanāgarī | IAST | IAST | IPA   | Categorie    |
| ---------- | ---- | ---- | ----- | ------------ |
| अ          | a    | A    | [ə]   | monoftong    |
| आ          | ā    | Ā    | [ɑː]  | monoftong    |
| इ          | i    | I    | [i]   | monoftong    |
| ई          | ī    | Ī    | [iː]  | monoftong    |
| उ          | u    | U    | [u]   | monoftong    |
| ऊ          | ū    | Ū    | [uː]  | monoftong    |
| ऋ          | ṛ    | Ṛ    | [ɹ̩]   | vloeiklanken |
| ॠ          | ṝ    | Ṝ    | [ɹ̩ː]  | vloeiklanken |
| ऌ          | ḷ    | Ḷ    | [l̩]   | vloeiklanken |
| ॡ          | ḹ    | Ḹ    | [l̩ː]  | vloeiklanken |
| ए          | e    | E    | [eː]  | tweeklanken  |
| ऐ          | ai   | Ai   | [aːi] | tweeklanken  |
| ओ          | o    | O    | [oː]  | tweeklanken  |
| औ          | au   | Au   | [aːu] | tweeklanken  |

| Devanāgarī | IAST | IAST | Categorie     |
| ---------- | ---- | ---- | ------------- |
| ं           | ṃ    | Ṃ    | anusvara (en) |
| ः           | ḥ    | Ḥ    | visarga (en)  |
| ऽ          | '    |      | avagraha (en) |

| Velaar | Velaar | Velaar | Velaar | Palataal | Palataal | Palataal | Palataal | Retroflex | Retroflex | Retroflex | Retroflex | Dentaal | Dentaal | Dentaal | Dentaal | Labiaal | Labiaal | Labiaal | Labiaal |                                 |
| ------ | ------ | ------ | ------ | -------- | -------- | -------- | -------- | --------- | --------- | --------- | --------- | ------- | ------- | ------- | ------- | ------- | ------- | ------- | ------- | ------------------------------- |
| क      | k      | K      | [k]    | च        | c        | C        | [c]      | ट         | ṭ         | Ṭ         | [ʈ]       | त       | t       | T       | [t̪]     | प       | p       | P       | [p]     | stemloze plosieven              |
| ख      | kh     | Kh     | [kʰ]   | छ        | ch       | Ch       | [cʰ]     | ठ         | ṭh        | Ṭh        | [ʈʰ]      | थ       | th      | Th      | [t̪ʰ]    | फ       | ph      | Ph      | [pʰ]    | stemloze spiritus plosieven     |
| ग      | g      | G      | [g]    | ज        | j        | J        | [ɟ]      | ड         | ḍ         | Ḍ         | [ɖ]       | द       | d       | D       | [d̪]     | ब       | b       | B       | [b]     | stemdragende plosieven          |
| घ      | gh     | Gh     | [gʰ]   | झ        | jh       | Jh       | [ɟʰ]     | ढ         | ḍh        | Ḍh        | [ɖʰ]      | ध       | dh      | Dh      | [d̪ʰ]    | भ       | bh      | Bh      | [bʰ]    | stemdragende spiritus plosieven |
| ङ      | ṅ      | Ṅ      | [ŋ]    | ञ        | ñ        | Ñ        | [ɲ]      | ण         | ṇ         | Ṇ         | [ɳ]       | न       | n       | N       | [n]     | म       | m       | M       | [m]     | nasaal                          |
|        |        |        |        | य        | y        | Y        | [j]      | र         | r         | R         | [r]       | ल       | l       | L       | [l]     | व       | v       | V       | [v]     | halfklinkers (en)               |
|        |        |        |        | श        | ś        | Ś        | [ɕ]      | ष         | ṣ         | Ṣ         | [ʂ]       | स       | s       | S       | [s]     |         |         |         |         | sisklanken (en)                 |
| ह      | h      | H      | [ɦ]    |          |          |          |          |           |           |           |           |         |         |         |         |         |         |         |         | wrijfklank                      |

De 'ह' ('h') is in het schema ingedeeld in de categorie Velaar, maar is technisch een Glottaal.
De diacritici van IAST staan hoofdlettergebruik van gewone namen toe. De hoofdlettervarianten van letters die nooit aan het begin van een woord staan, zoals Ṇ, Ṅ, Ñ en Ṝ, zijn alleen van nut in Pāṇini waar de conventie geldt op het type IT neer te zetten die klinkt als een hoofdletter. Zie Pāṇini.

## Vergelijking met ISO 15919
Voor het grootste deel is IAST een subset van ISO 15919. De volgende vijf uitzonderingen vallen onder de ISO-standaard en maken een uitgebreider repertoire aan symbolen mogelijk voor de transcriptie van Devanagari en andere Indische scripts, zoals gebruikt wordt in andere talen dan Sanskriet.
| Devanāgarī | IAST | ISO 15919 | Opmerking                          |
| ---------- | ---- | --------- | ---------------------------------- |
| ए/ े        | e    | ē         | ISO e symboliseert ऎ/ ॆ             |
| ओ/ो         | o    | ō         | ISO o symboliseert ऒ/ॊ              |
| ं           | ṃ    | ṁ         | ISO ṃ symboliseert Gurmukhi Tippi ੰ |
| ऋ/ ृ        | ṛ    | r̥         | ISO ṛ symboliseert ड़ / ɽ /         |
| ॠ/ ॄ        | ṝ    | r̥̄         | voor de samenhang met r̥            |